# Phoxinus phoxinus
La sanguinerola europea (Phoxinus phoxinus Linnaeus, 1758) è un pesce di acqua dolce appartenente alla famiglia dei Ciprinidi dell'ordine dei Cypriniformes.

## Distribuzione e habitat
È diffusa dall'Europa occidentale alla Siberia orientale, ad esclusione di Spagna meridionale, dove è sostituita da Phoxinus bigerri, Italia, dove è presente Phoxinus lumaireul, e Grecia. Abita le acque correnti e lacustri a fondo ghiaioso o sassoso fredde e molto ossigenate della zona dei Salmonidi. Nella zona del mar Baltico può essere reperita anche in acque salmastre. Sulle Alpi si ritrova fino a circa 2000 metri.

## Descrizione
È un pesce di piccola taglia (10–15 cm in media), allungato e coperto di scaglie piccole.

Il peduncolo caudale è sottile e tutte le pinne hanno base corta e forma arrotondata. La testa è grande, arrotondata, la bocca piccola lievemente rivolta verso l'alto. La linea laterale termina a metà del corpo. La livrea varia a seconda del sesso e del periodo dell'anno, il maschio adulto in età riproduttiva ha colori accesi, infatti ha dorso bruno scuro con bande più scure ancora, ventre, fianchi e pinne pettorali, ventrali ed anale rosso fuoco e gola nera mentre la femmina, i giovani ed i maschi non riproduttivi hanno colorazioni più sobrie, dorso e fianchi verde-bruno chiaro con macchie brune, ventre bianco.

## Comportamento
È una specie che forma fitti branchi che stazionano vicino al fondo con il muso rivolto verso monte. Essendo un ottimo nuotatore sopporta anche correnti molto forti.

## Riproduzione
La riproduzione avviene in tarda primavera (maggio-luglio). I maschi in livrea nuziale ingaggiano furiosi combattimenti. L'accoppiamento avviene in gruppi composti da poche femmine e molti maschi su fondi di sabbia. Ogni femmina produce fino a 1500 uova adesive che aderiscono al substrato.

## Alimentazione
La dieta è varia e sostanzialmente carnivora anche se può occasionalmente comprendere alimenti di origine vegetale. Si nutre soprattutto di larve di insetti, piccoli crostacei e molluschi. Nei laghi preda soprattutto crostacei planctonici (Copepoda, Cladocera, etc.)

## Pesca
La pesca è occasionale e non ha valore alimentare anche visto che le sue carni hanno uno sgradevole gusto amaro. Ha qualche importanza come esca per la trota o come pesce d'acquario.

## Specie affini
Secondo l'attuale sistematica ittiologica le sanguinerole del nord Italia e di numerosi fiumi adriatici dell'ex Jugoslavia appartengono alla specie Phoxinus lumaireul Schinz, 1840. P. lumaireul sarebbe distinguibile da P. phoxinus, oltre che da marcatori genetici, anche da alcune particolarità morfologiche come il peduncolo caudale più sottile o il muso leggermente più corto. Questa specie è categorizzata come DD (Dati insufficienti) dalla IUCN italiana, per mancanza di studi approfonditi sul suo stato di conservazione.